# Иван Маркано
Иван Маркано (на испански: Iván Marcano) е испански футболист, защитник, който играе за Порто.

## Кариера

### Расинг Сантандер
Маркано дебютира за Расинг Сантандер при победата над Алмерия на 30 септември 2007 г. Въпреки това, той трябва да напусне терена през второто полувреме на мача, поради контузя, и не успява да играе три месеца.
За кампанията 2008/09 Маркано е взет в първия отбор от новия треньор Хуан Рамон Лопес Мунис. В петия мач той вкарва първия си гол в Ла лига при 1:2 домакинска загуба срещу Майорка и е редовен по време на кампанията, най-вече като ляв бек.

### Виляреал
В началото на юли 2009 г. Маркано подписва за 6 години с Виляреал. Той е първи избор през по-голямата част от първия полусезон. Въпреки това, след поредните лоши изяви, той изпада в немилост, дори губи позицията си в отбраната от 19-годишния аржентинец Матео Мусакио.
Излишен според изискванията във Виляреал за 2010/11, Маркано е преотстъпен на Хетафе на 8 юни 2010 г. Възползвайки се от трaвмите както на Марио, така и на Рафа, той редовно е използван и на двете отбранителни позиции, докато отборът от покрайнините на Мадрид избягва изпадането. Той отбелязва единствения си гол за сезона на 24 октомври 2010 г. в домакинска победа с 3:0 срещу Спортинг Хихон.

### Олимпиакос / Рубин
На 2 юни 2012 г., след един сезон с Олимпиакос в Гърция, където играе заедно с няколко свои сънародници - включително треньора Ернесто Валверде, и е от съществено значение в двойката централни бранители, Маркано е продаден от Виляреал на Рубин Казан в Руската Премиер лига, за около 5 милиона евро. В зимния трансферен прозорец през 2014 г. обаче, той се връща в предишния си клуб, под заем до юни и с опция за постоянен трансфер.

### Порто
На 11 август 2014 г. Маркано подписва 4-годишен договор с Порто, като заместник на Еляким Мангала, който е продаден на Манчестър Сити. Той става шестият испанец, който се присъединява към португалския клуб.
На 21 април 2015 г. Маркано е изгонен с втори жълт картон, след като Порто губи с 1:6 от Байерн Мюнхен в четвъртфиналите на Шампионската лига.

### Рома
Маркано преминава в Рома на 31 май 2018 г. с договор за 3 години.

## Отличия
Олимпиакос
- Гръцка суперлига: 2011/12, 2013/14
- Купа на Гърция: 2012

Рубин Казан
- Суперкупа на Русия: 2012

Порто
- Лига Сагреш: 2017/18,[14] 2019/20, 2021/22
- Купа на Португалия: 2019/20, 2021/22, 2022/23
- Купа на лигата: 2022/23
- Суперкупа на Португалия: 2022